# Тараб'я (володар Ави)
Тараб'я (*бірм. တရဖျား; 22 грудня 1368 — 25 листопада 1400) — 3-й володар царства Ава у квітні—листопаді 1400 року.

## Життєпис

### Молоді роки
Походив з династії Паган-Пінья. Син Свасоке і Шин Со Ґі. Народився 1368 року в столиці Ава. Оскільки цього дня народилося біле слонення, то тараб'я також отримав титул сінбюшин (володар білого слона). Замолоду також мав прізвисько Ман Начє (Князь із широкими вухами). Незважаючи на те, що був невдовзі оголошений спадкоємцем трону (ейншейміном), він усіляко інтригував проти своїх зведених братів та сестер, яких 1382 року довелося вислати зі столиці. У квітні 1385 року оженився на Мін Хла М'ят, єдиній донці Тхілави, намісника Яметіна.
Невдовзі очолив військову кампанію проти Гантаваді, командуючи однією з армій. Він зумів захопити північ цієї держави. Втім зрештою не зміг прорватися через коридор Гмавбі-Пегу, де затримався на 5 місяців, оскільки Мін Све, командувач другої армії, не послухався наказу Тараб'ї, атакувавши фортецю Панчав. 1386 року він відступив до Ави. Наступного року знову здійснив похід, але не зміг здолати гантавадського володаря Разадаріта, який зрештою 1389 року відвоював північ своєї країни.
1390 року разом з батьком знову виступив проти Гантаваді, командуючи 12-тисячною армією. Він не зміг захопити важливу фортецю Панчав. Втім Свасоке вдалося укласти мирну угоду, за якою Ава отримала частину північного Гантаваді з центром вмісті Гу-Хтут.
1392 року брав участь у військовій кампанії проти шанської держави Муанг Мао. У квітні 1400 року після смерті батька спадкував владу.

### Володарювання
Згідно з хроніками, він збожеволів через 5 місяців свого правління після полювання в Аунг-Пінле (поблизу сучасного Мандалая). Тараб'я був переконаний, що прекрасна фея, з якою він займався коханням у лісі, була зображенням Туятхаді (Сарасваті). Поведінка володаря стала дивною і неперетбачуваною, що спричинило інтриги.
Невдовзі спробував повстати Язатінг'ян, намісник Сікайна, але швидко був вбитий. Зрештою у листопаді того ж року Тараб'ю було повалено Тхіхапате, намісником Тагаунгу, який спробував захопити трон. Проте швидко був схоплений та страчений за наказом першого міністра Мін Яза, що домігся передачи влади Мін Све, що прийняв тронне ім'я Мінхаунг I. Тараб'я увійшов до офіційного пантеону натів (духів) як Мінтара.